# Guy-Charles Revol
Guy-Charles Revol fue un escultor y grabador de medallas francés, nacido en París el 9 de octubre de 1912 y fallecido el año 1991. 

## Datos biográficos
Guy-Charles Revol fue alumno de Paul Landowski y Marcel-Armand Gaumont en la Ecole Nationale Supérieure des Beaux-Arts de París. Recibió el segundo gran Premio de Roma en 1937. Obtuvo también una medalla de plata en la Exposición Internacional de París de 1937, y un premio en la exposición internacional de medallas de Madrid en 1951.
Revol realizó decoraciones para trasatlánticos y para el Tren Presidencial del Estado francés de 1955.

## Obras
Entre sus esculturas destaca la de uno de los atletas de piedra que custodian la entrada del Palacio de Deportes de Puteaux, realizada en 1945 e instalada en 1946. El otro atleta que hace pareja es de Gaston Cadenat.